# Florbal Židenice
Florbal Židenice (podle sponzora také K1 Florbal Židenice, dříve Sokol Židenice Eurocompanies, Sokol Židenice Florbal.com) je florbalový klub z brněnských Židenic. Klub v současné podobě existuje od roku 2015, kdy navázal na původní TJ Sokol Brno Židenice založený v roce 2002.
Ženský tým hraje od sezóny 2023/2024 Extraligu žen, do které se vrátil po ročním sestupu. Dříve již nejvyšší soutěž hrál ve čtrnácti ročnících 2008/2009 až 2021/2022. Největším úspěchem týmu je páté místo v sezóně 2014/2015 a další účasti ve čtvrtfinále v sezónách 2011/2012 až 2016/2017, 2019/2020 a 2020/2021.
V ročnících 2014/2015 a 2018/2019 se ženy probojovaly do semifinále Poháru Českého florbalu.
Své domácí zápasy hraje extraligový tým v hale Vodova. Klubové barvy jsou růžová a černá.
Židenice spolupracují s oddíly Sokol Brno I a Troopers v rámci organizace Brněnská florbalová akademie.

## Ženský tým

### Sezóny
| Sezóna    | Úroveň | Soutěž              | Umístění | Poznámka |
| --------- | ------ | ------------------- | -------- | --- |
| 2007/2008 | 2      | 1. liga – Divize II | 1.       | Postup do vyšší ligy |
| 2008/2009 | 1      | Extraliga           | 9.       | Prohra v play-down proti FBC Pepino Ostrava – Účast v extralize zachována pro nezájem vítězů 1. ligy o postup do Extraligy |
| 2009/2010 | 1      | Extraliga           | 9.       | Zrušená baráž (rozšíření extraligy)                                                                                        |
| 2010/2011 | 1      | Extraliga           | 11.      | Výhra v baráži proti FBC Asper Šumperk                                                                                     |
| 2011/2012 | 1      | Extraliga           | 8.       | Vypadnutí ve čtvrtfinále play-off proti FbŠ ROPRO Bohemians                                                                |
| 2012/2013 | 1      | Extraliga           | 7.       | Vypadnutí ve čtvrtfinále play-off proti TJ JM Chodov                                                                       |
| 2013/2014 | 1      | Extraliga           | 8.       | Vypadnutí ve čtvrtfinále play-off proti TJ JM Pedro Perez Chodov                                                           |
| 2014/2015 | 1      | Extraliga           | 5.       | Vypadnutí ve čtvrtfinále play-off proti Herbadent Praha 11 SJM                                                             |
| 2015/2016 | 1      | Extraliga           | 7.       | Vypadnutí ve čtvrtfinále play-off proti FAT PIPE Florbal Chodov                                                            |
| 2016/2017 | 1      | Extraliga           | 7.       | Vypadnutí ve čtvrtfinále play-off proti TIGERS FK Jižní Město                                                              |
| 2017/2018 | 1      | Extraliga           | 11.      | Výhra v baráži proti itelligence Bulldogs Brno                                                                             |
| 2018/2019 | 1      | Extraliga           | 11.      | Výhra v baráži proti TJ Sokol Královské Vinohrady                                                                          |
| 2019/2020 | 1      | Extraliga           | 5.       | Sezóna ukončena po dvou vyhraných zápasech ve čtvrtfinále play-off proti Ivanti Tigers Jižní Město                         |
| 2020/2021 | 1      | Extraliga           | 7.       | Vypadnutí ve čtvrtfinále play-off proti Tatran Střešovice                                                                  |
| 2021/2022 | 1      | Extraliga           | 12.      | Prohra v 2. kole play-down proti Bulldogs Brno – Sestup do nižší ligy                                                      |
| 2022/2023 | 2      | 1. liga             | 1.       | Vítězství ve finále play-off proti FBC Intevo Třinec – Postup do vyšší ligy                                                |
| 2023/2024 | 1      | ČEZ Extraliga       | 9.       | První místo v play-down – Udržení v lize                                                                                   |
| 2024/2025 | 1      | ČEZ Extraliga       | 11.      | Výhra v baráži proti Orel Rtyně v Podkrkonoší                                                                              |

### Známé hráčky
- Lenka Remešová (2017–2018, 2019–2021)

### Soupiska
| #  | Pozice | Hráč                 |
| -- | ------ | -------------------- |
| 1  | B      | Monika Rubešová      |
| 26 | B      | Anna Kratochvílová   |
| 8  | Ú      | Karolína Václavíková |
| 9  | Ú      | Natálie Janečková    |
| 10 | Ú      | Michaela Hřebíčková  |
| 12 | Ú      | Vendula Kasal        |
| 13 | Ú      | Viktorie Fuchsová    |
| 14 | Ú      | Veronika Králová     |
| 18 | Ú      | Michaela Sabolová    |
| 19 | Ú      | Kateřina Vokálová    |

| #  | Pozice | Hráč                |
| -- | ------ | ------------------- |
| 21 | Ú      | Viktorie Hrazdirová |
| 28 | Ú      | Veronika Muselíková |
| 29 | Ú      | Monika Zimolová     |
| 37 | Ú      | Eva Nečasová        |
| 44 | Ú      | Kateřina Jančová    |
| 46 | Ú      | Monika Jahodová     |
| 64 | Ú      | Klára Jahodová      |
| 73 | Ú      | Karolína Čižmárová  |
| 91 | Ú      | Lucie Ponížilová    |
| 93 | Ú      | Veronika Pavelková  |